# Skara högre allmänna läroverk
Skara högre allmänna läroverk var ett läroverk i Skara verksamt från 1852 till 1968.

## Historia
Skolan grundades som gymnasium (och senare med separat trivialskola) 1641 på initiativ av Skara stift och dess biskop Jonas Magni Wexionensis, vilket godkändes av drottning Kristina 31 augusti samma år. Före detta fanns det under flera hundra år en prästutbildning på skolan som hade grundats på 1200-talet, och eleverna där kallades Skaradjäknar.  
I anslutning till läroverksreformen år 1849 ombildades skolan till ett (högre) elementarläroverk , från 1879 benämnt Skara högre allmänna läroverk. Skolan öppnades 1927 för flickor. 1966 kommunaliserades skolan och namnet enbart Katedralskolan. Studentexamen gavs från det att denna infördes i landet 1864 till 1968 och realexamen från 1907 till 1964.

### Skolbyggnader

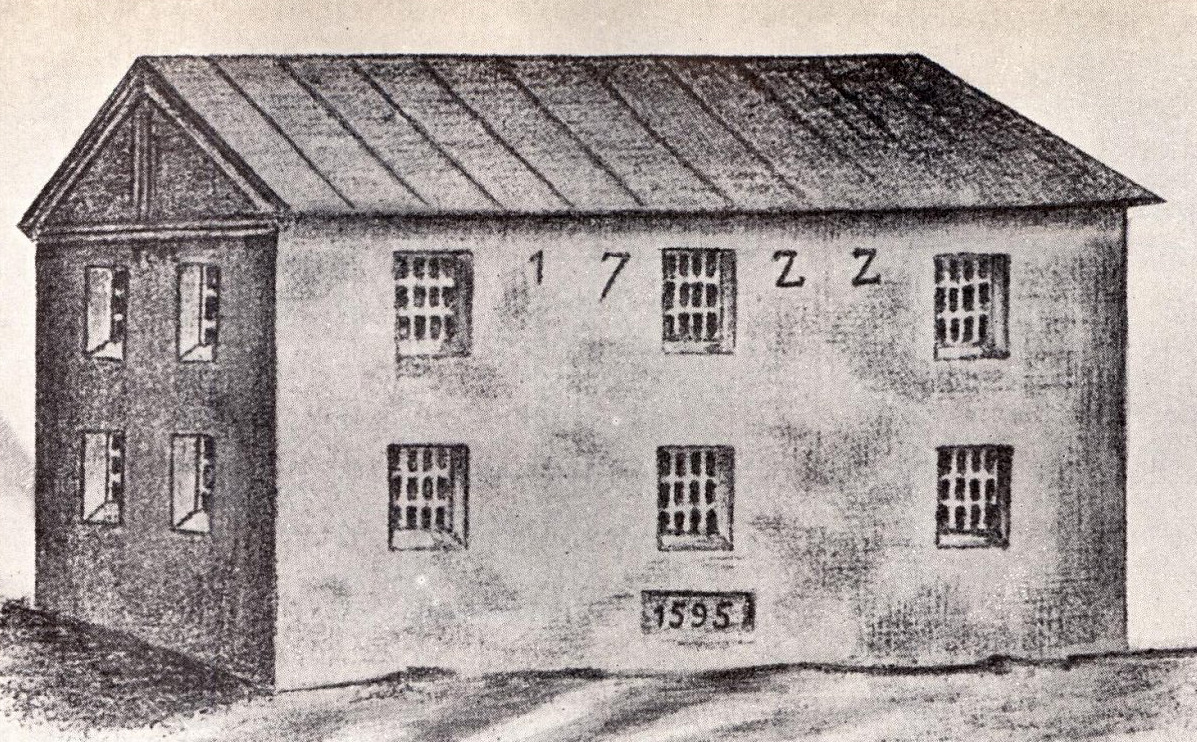
Skara gymnasium på 1700-talet

Skolan hade länge sina lokaler i en byggnad öster om Skara domkyrkas kor vid den då höga kyrkogårdsmuren kring domkyrkan. Detta hus revs i anslutning till att en ny byggnad uppfördes 1871 enligt Helgo Zettervalls ritningar. Ett nygotiskt hus med en tidstypisk aula byggdes söder om domkyrkan. Byggnaden var fram till vårterminen 2016 högstadium under namnet Djäkneskolan. Skara kommun använder sedan 2019 lokalen som kommunhus.

## Kända studenter
Skolan har under sin historia haft många elever som blivit kända, skalden Johan Henrik Kellgren, kemisten Torbern Bergman och den svenska veterinärmedicinens fader Peter Hernqvist för att nämna några. 
Kända studenter från läroverket
- Torbern Bergman
- Johannes Edfelt
- Arvid Fredborg
- Peter Hernqvist
- Johan Henrik Kellgren
- Ernst Killander
- Bero Magni de Ludosia
- Per-Olof Nilsson
- Laurentius Segerlind
- Severin Schiöler
- Gunnar Wennerberg